# Fekete peszterce
A fekete peszterce (Ballota nigra) 30–80 cm magasra növő évelő növény. Tojásdad alakú levelei sötétzöldek, csipkés szélűek. Négyzetes, gyapjas szára igen elágazó. Nagy, élénkpiros vagy rózsaszín virágai a felső levelek hónaljában fejlődnek. A növény penészillatot áraszt.

## Felhasználása
A fekete peszterce idegrendszeri problémák kezelésére ajánlott, elsősorban idegi eredetű álmatlanság (felnőtteknél és gyerekekenél) – a golgotavirággal, a hársfa virágjával és az orvosi macskagyökérrel együtt – szorongás, ingerlékenység és a klimax idegrendszeri tünetei esetén. A peszterce alapú készítményeket görcsös köhögés és szamárköhögés kezelésére használják. A virágos hajtásvégeket görcsoldóként alkalmazzák gyomor- és bélgörcsök esetén. A fülzúgás bizonyos esetei is eredményesen kezelhetők vele.

### Gyógyhatása
Klinikai kísérletek szerint a Ballota fajok (főleg a Ballota undulata) kivonata hatékony rákellenes szer.
A fekete peszterce görcsoldó és a rohamszerű köhögéseknél köhögéscsillapító hatású, valamint nyugtató és szorongásoldó szer.
A májra mérgező labdo-furán vegyületek jelenléte óvatosságra int a növény alkalmazásával kapcsolatban.